# Low Pop Suicide
Low Pop Suicide fue una banda estadounidense de rock alternativo proveniente de Los Ángeles, California, fundada por Dave Allen, Rick Boston y Jeff Ward. Rick Boston cantaba y tocada la guitarra, Dave Allen tocaba el bajo y Jeff Ward la batería. Ward abandonó la formación luego del lanzamiento al mercado de su álbum debut, On the Cross of Commerce. Se suicidó en 1993, falleciendo envenenado por inhalar monóxido de carbono. Fue reemplazado por Melle Steagal.

## Discografía[4]

### Álbumes
- On the Cross of Commerce (1993)
- The Death of Excellence (1994)

### Sencillos y EP
- "The Disengagement" (1992)
- "Kiss Your Lips" (1993)
- "Unzipped" EP (1995)

## Miembros
- Dave Allen (bajo)
- Jeff Ward (batería)
- Melle Steagal (batería)
- Rick Boston (voz, guitarra)